# Trichosia discolor
Trichosia discolor är en tvåvingeart som först beskrevs av Franz Lengersdorf 1928.  Trichosia discolor ingår i släktet Trichosia och familjen sorgmyggor.
Artens utbredningsområde är Tyskland. Arten är reproducerande i Sverige. Inga underarter finns listade i Catalogue of Life.